# Неогублений голосний середнього ряду низько-середнього підняття
Неогублений голосний середнього ряду низько-середнього піднесення (англ. Open-mid central unrounded vowel) — один з голосних звуків.
Інколи називається неогубленим середнім низько-середнім голосним.
- У Міжнародному фонетичному алфавіті позначається як [ɜ].
- У Розширеному фонетичному алфавіті SAM позначається як [3].

## Приклади
- Англійська мова: bird [bɜːd] (птах).